# Matías Formica
Matías Formica (1986 in La Plata,  Buenos Aires) ist ein argentinischer Jazzmusiker (Flute, Alt-, Tenor- und Baritonsaxophon, Arrangement, Komposition).

## Leben und Wirken
Formica begann 2000, als er 14 Jahre alt war, sein Flötenstudium bei Martín Saenz. Er studierte unter anderem bei Pablo Ledesma, Rodrigo Domínguez, Juan Pablo Di Leone und Juan Pablo Arredondo. 2013 besuchte er die Workshops für populäre Musik in Curitiba (Brasilien), nahm am MPB-Ensemble (das brasilianische Popmusik spielte) von André Marques und am Improvisations-Wahrnehmungsworkshop von Lea Freire teil. 2019 besuchte er das SIM-Programm in New York und nahm an Kursen bei Tony Malaby, Tim Berne und Ralph Alessi teil. Des Weiteren nahm er an verschiedenen musikalischen Projekten teil, unter anderem als Instrumentalist, Arrangeur und Komponist. So leitete er die Formation Matías Formica 4, das Mingus Proyect; außerdem spielte er in El Domo, im Quintett mit Pablo Ledesma, Lara Alarcón, Marcos Edward, Cristian Carracedo Lauretti (Album No Comunica)  und (mit Pablo Ledesma, Luca Lorenzi und Luca Mingrino) in ZERO.
Formicas Debüt war die Produktion Compendio de Ideas Sobre Deformaciones mit der Formation El Dorio (2015); gefolgt von seinem Duoalbum Aislados mit dem Bassisten Jonatan Schenone. Mit seinem Trio aus Schenone und Sebastían Stecher (Schlagzeug) legte er 2022 die EP Preámbulo vor. Wiederum in Quintett-Besetzung entstand das Album Destellos de un juguete inalcanzable (2023).

## Diskographische Hinweise
- El Domo: Compendio de ideas sobre deformaciones (2015)
- Matías Formica: Aislados with Jona Schenone (2021)
- Matías Formica Trios: Hastío y Paranoia (2021)
- Matías Formica Trio: Preámbulo (2022)
- Rocío Giménez López, Matthew Golombisky, Matías Formica: 4.9 (ears&eyes Records, 2022)
- Matías Formica Cinco: Destellos de un juguete inalcanzable (2023), mit Lucas Albarracín, Juan Ignacio Macchioli, Jona Schenone, Sebastián Stecher.
- H.u.M.o (2024), mit Lucas Albarracín, Juan Ignacio Macchioli, Matías Formica, Lisandro Maggiori, Ramiro Bustamante, Lucas Mingrino.